# Wolfmoos
Das Naturschutzgebiet Wolfmoos liegt auf dem Gebiet der Gemeinde Lenzkirch im Landkreis Breisgau-Hochschwarzwald in Baden-Württemberg.
Das Gebiet erstreckt sich östlich des Kernortes Lenzkirch. Am westlichen und nordöstlichen Rand des Gebietes verläuft die Landesstraße L 156, südlich fließt die Haslach und verläuft die B 315.

## Bedeutung
Das 54,1 ha große Gebiet steht seit dem 1. März 2016 unter der Kenn-Nummer 3.588 unter Naturschutz. Es handelt sich um eine „extensiv genutzte typische eiszeitlich geprägte Tallandschaft des Hochschwarzwalds.“

## Schutzzweck
Schutzzweck ist gemäß Schutzgebietsverordnung die Erhaltung des Gebiets als extensiv genutztes Wiesental mit einem Mosaik aus Grünland (Nasswiesen, Sümpfe, Mähwiesen, Weiden und Magerrasen), Hochstaudenfluren, Gehölzen und Wäldern; außerdem als Lebensraum einer Vielzahl gefährdeter Tier- und Pflanzenarten, für die das Gebiet teilweise regionale Bedeutung aufweist.